# Pina (Recife)
O Pina é um bairro da cidade brasileira do Recife, capital do estado de Pernambuco.Está localizado ao norte de Boa Viagem.
Abriga uma das duas praias da capital pernambucana, a Praia do Pina, que é a continuação da Praia de Boa Viagem.
Ao norte da praia, encontra-se o bairro de Brasília Teimosa, de onde se pode ir ao dique natural que protege o Porto do Recife. 
Há, também, o Parque das Esculturas de Francisco Brennand e onde, no passado, existiu a Casa de Banhos.

## História
O local era originalmente uma ilha.
No século XVI, a ilha era de propriedade do capitão comerciante André Gomes Pina.
Em 1630 a área foi ocupada pelos holandeses, por conta de sua localização, ao sul do porto do Recife.
Em 1645, os holandeses construíram na pequena ilha uma fortaleza à qual deram o nome de Belo Forte, depois denominado Forte da Barreta, por ali ter sido construída uma pequena barra, por onde se transportavam mercadorias.
Depois, o local passou a ser propriedade do capitão André Gomes Pina, um sítio onde o bairro se originou, recebendo seu nome.
Antes da criação do primeiro sistema de tratamento sanitário do Recife, em 1915, com a colocação de um emissário marítimo no local, a praia era procurada pelos banhistas recifenses, que ali chegavam de barco.
Em 1920 foi construída a primeira ponte ligando o Pina ao Recife.
Em 1926 foi inaugurada uma avenida que ia da ponte à beira-mar, que recebeu o nome de Avenida Herculano Bandeira.
Ao lado da primeira ponte, a Ponte do Pina foi inaugurada em 1953 com a denominação de Ponte Agamenon Magalhães.
Em 1978 o sistema viário recebeu uma ponte no local da primeira, denominada Ponte Paulo Guerra.
A partir da década de 30 essa região recebeu imigração árabe.

## Edificações
- Aero Clube de Pernambuco
- Teatro Barreto Júnior

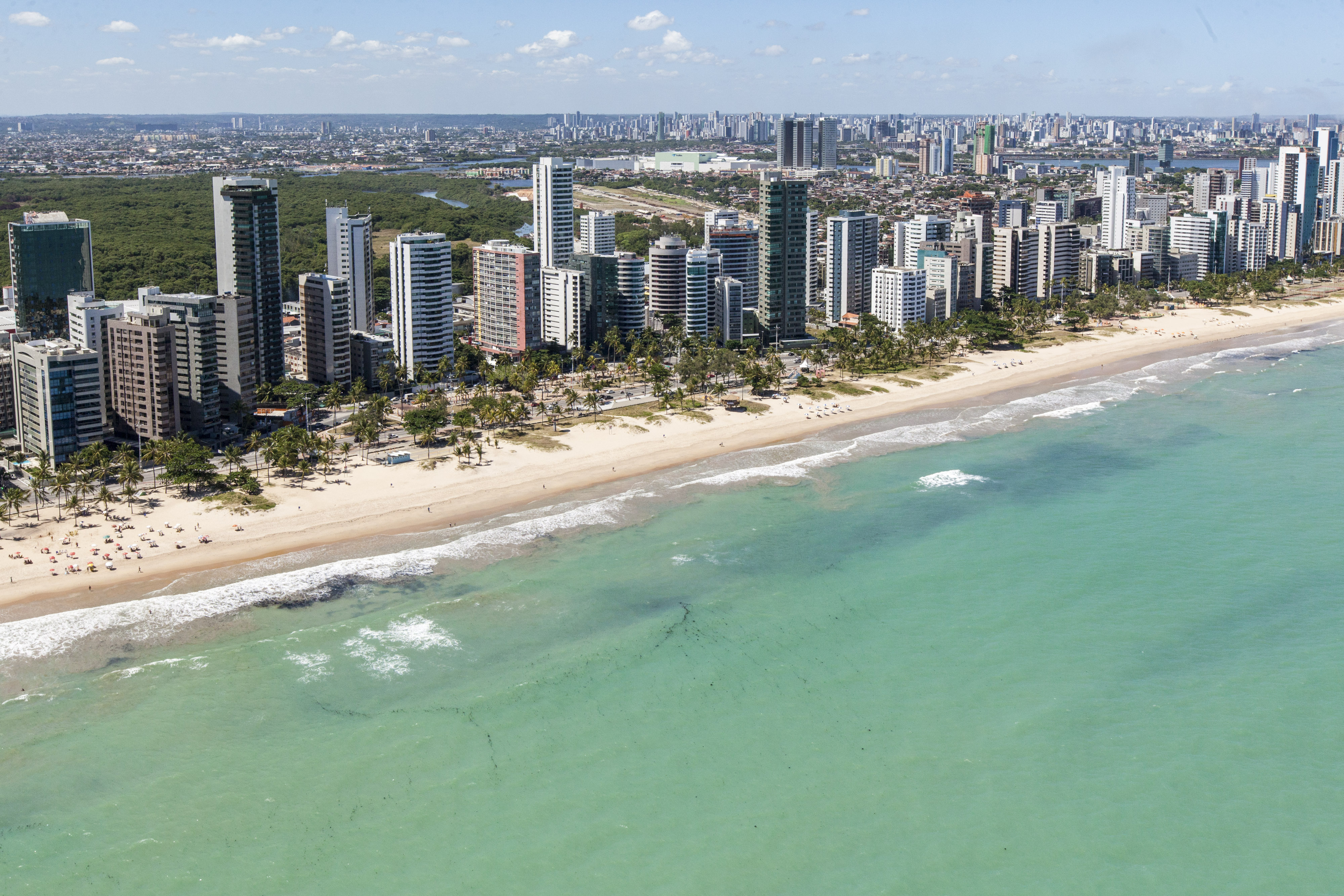
Beira-mar da Praia do Pina em dia ensolarado.

- Convento de São Félix (onde se encontra sepultado o corpo de Frei Damião)
- Clube Banhistas do Pina
- Mercado do Pina
- RioMar Shopping (Recife)

## Demografia
RPA 6, Microrregião 6.1
Em 2010, segundo o censo do IBGE,o Pina tinha:
- Renda média mensal: R$ 2.446,83;
- População: 29.176 habitantes;
- Área: 616,0 hectares
- Densidade populacional: 46,38 hab./ha

Zonas especiais de interesse social (ZEIS): Ilha de Deus, Encanta Moça e Brasília Teimosa (parte).

## Ver
Lista de bairros do Recife